# Landschaftsschutzgebiet Mandautal
Das Mandautal ist ein Landschaftsschutzgebiet in der Oberlausitz im Freistaat Sachsen. Es liegt auf den Gemarkungen der Orte  Seifhennersdorf, Spitzkunnersdorf, Großschönau, Hainewalde, Mittelherwigsdorf und Hörnitz und folgt in einem Abschnitt dem Verlauf der Mandau.

## Geschichte
Die Verabschiedung des Reichsnaturschutzgesetzes 1935 schaffte die Grundlage für die Einrichtung der Naturschutzgebiete Roschertal und Spitzberg zwischen Hainewalde und Scheibe, die auf dem Gebiet des heutigen Landschaftsschutzgebiets liegen. Auch in der DDR genossen diese beiden Gebiete besonderen Schutz, so erfolgte 1972 die Unterschutzstellung des Roschertals als Flächennaturdenkmal, 1982 wurde der Scheiber Spitzberg unter Schutz gestellt.
Nach der deutschen Wiedervereinigung wurden beide Flächennaturdenkmäler zum Landschaftsschutzgebiet Scheibeberg und Roschertal zusammengefasst, welches wiederum 2005 zusammen mit dem Schutzgebiet Schülerbusch im LSG Mandautal aufging.

## Umfang
Das Landschaftsschutzgebiet Mandautal umfasst unter anderem folgende geographischen Objekte:
- Scheibeberg
- Scheiber Spitzberg
- Lindeberg
- Wiedeberg
- Forstenberg
- Richterberg
- Weißer Stein
- Roschertal
- Hofebusch
- Teile der Auen von Mandau und Landwasser
- Teile des Schülerbuschs